# 鍾雲
戈登·派伊亞·鍾雲（英語：Gordon Pai'ea Chung-Hoon，1910年7月25日—1979年7月24日）是華裔美國海軍少将，也是海軍第一位亞裔將領，曾參與第二次世界大战。
鍾雲生於夏威夷檀香山，父親小威廉·鍾雲（William Chung-Hoon Jr.）為中英混血兒，母親Agnes Punana為夏威夷人，祖父老威廉·鍾雲（William Chung-Hoon Sr.）是华裔美国人。

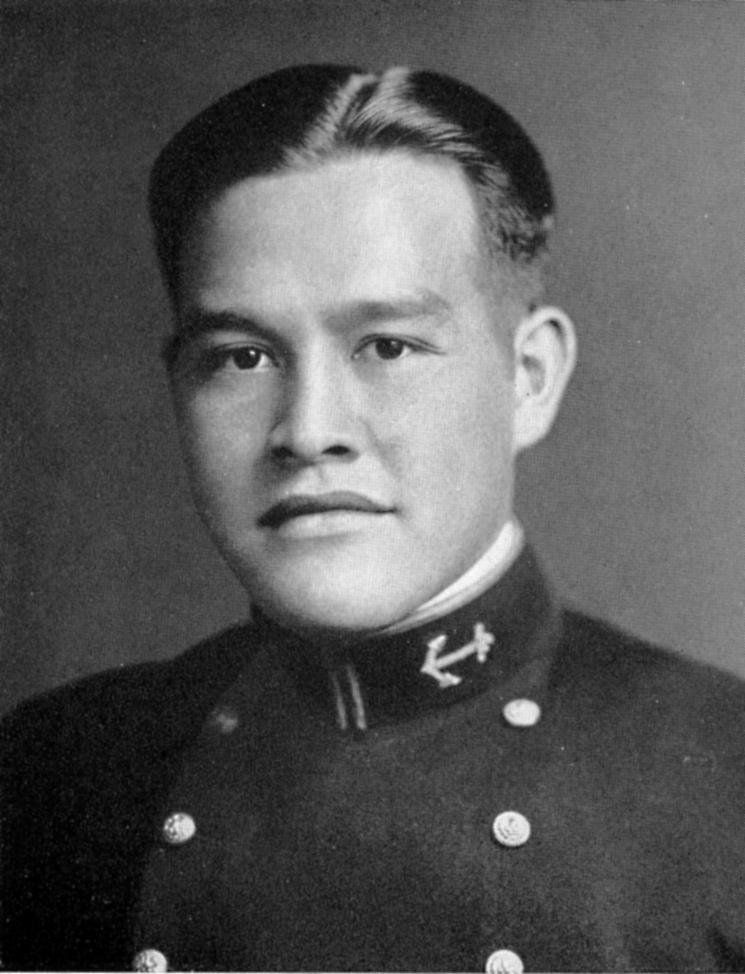
美国海军学院毕业照

他1934年5月毕业于美国海军学院，是該校首位亚裔毕业生。他熱愛棒球，但因學業而放棄。他在校時是海军美式足球队中闻名全美的中卫和射门员，并在1934年帮助海军结束了11年来对陆军的连败。他因为在1944年5月至1945年10月担任西格斯比號驅逐艦（DD-502）舰长期间的英勇表现而获得海軍十字勳章和银星勋章。
1945年春天，西格斯比号在日本九州外海担任航空母舰护航任务中摧毁日机20架。1945年4月14日，正在沖繩外海担任雷达警戒任务的西格斯比號遭到一架神風特攻隊自殺戰機的撞击，左舷引擎和舵机完全损坏，右舷引擎也只剩下5节的动力。在此情况下钟云依旧保持了“持久和有效的防空火力”应对不断的空袭，同时指挥损管工作，最终使軍舰可以依靠自身动力返航。

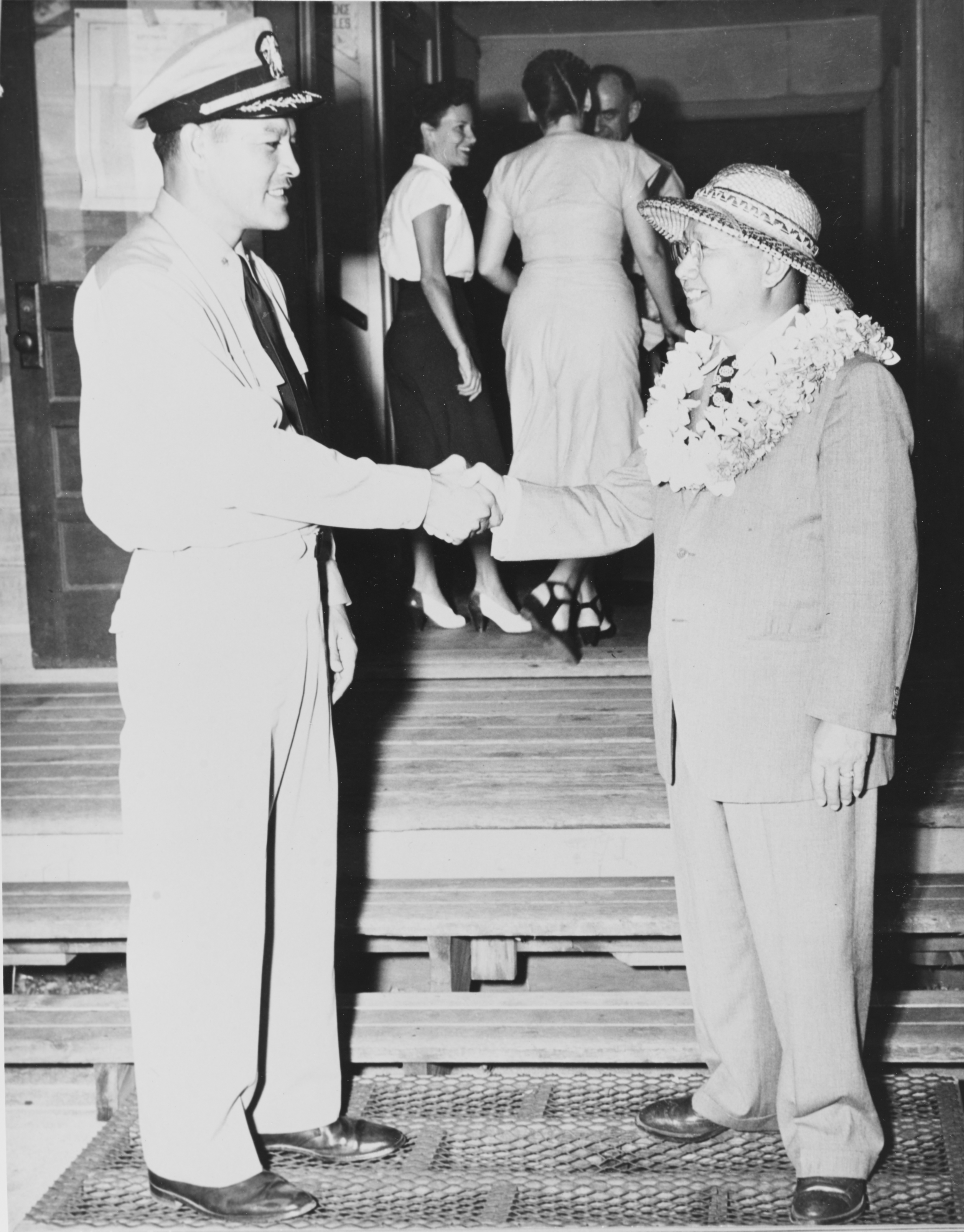
1949年任海軍第14美國海軍軍區文職人事主任時照片

他1959年10月以少将军衔退役，之后出任夏威夷州农业部長，1979年7月逝世。
美國海軍的阿利·伯克級驅逐艦「鍾雲號」（USS Chung-Hoon, DDG-93）便是以他的名字來命名，這是海軍第一艘以华人名字命名的军舰，也是唯一一艘以华人名字命名的驱逐舰。